# Chu Čchiao-mu
Chu Čchiao-mu (čínsky pchin-jinem Hú Qiáomù, znaky zjednodušené 胡乔木, tradiční 胡喬木; 4. června 1912 – 28. září 1992) byl čínský komunistický politik, věnoval se především publicistice, ideologii a moderní historii. Význam získal jako osobní sekretář Mao Ce-tunga, vůdce Komunistické strany Číny. Od 50. let se dostal do vyšších funkcí ve straně – zástupce vedoucího oddělení propagandy ÚV KS Číny (1950–1966), tajemník sekretariátu ústředního výboru (1956–1966)
Za kulturní revoluce byl kritizován a zbaven funkcí. Po rehabilitaci roku 1974 se vrátil do parlamentu (člen stálého výboru Všečínského shromáždění lidových zástupců 1978–1983) a vedení strany, jako tajemník sekretariátu (1980–1982), člen politbyra (1982–1987) a člen stálého výboru ústřední poradní komise (1987–1992).

## Život
Chu Čchiao-mu se narodil v roku 1912 v Jen-čchengu na východě provincie Ťiang-su v rodině bohatého statkáře a poslance pekingského parlamentu. V letech 1930–1932 studoval historii na Pekingské univerzitě, roku 1935 absolvoval na Čeťiangské univerzitě v oboru zahraniční literatury. Už roku 1930 vstoupil do Komunistického svazu mládeže Číny a roku 1932 do Komunistické strany Číny. Působil ve studentském a protijaponském hnutí v Pekingu, v Čínské sociologické lize a Čínské levicové kulturní lize, později pracoval ve stranickém aparátu v Šanghaji. Roku 1937 odešel do Jen-anu, tehdy centra KS Číny ležícího v pohraniční oblasti Šen-si-Kan-su-Ning-sia a pracoval jako komunistický novinář a publicista. Od roku 1941 (možná od roku 1942) se stal sekretářem vůdce čínských komunistů Mao Ce-tunga (do 1966). Podílel se na sestavení důležité Rezoluce k některým otázkám historie naší strany ústředního výboru přijaté roku 1945.
Po založení Čínské lidové republiky v říjnu 1949 krátce vedl tiskovou agenturu Sin-chua. V letech 1949–1952 vedl Hlavní informační správu, úřad pro tisk a informace v rámci výboru pro kulturu a vzdělání státní administrativní rady Čínské lidové republiky. Od vzniku Čínské lidové republiky do kulturní revoluce byl jedním ze zástupců vedoucího oddělení propagandy ÚV KS Číny. Zastával i funkce generálního sekretáře vládního výboru pro kulturu a vzdělávání a náměstka generálního sekretáře ústřední lidové vlády. V roce 1951 napsal stručný přehled historie strany pod názvem Třicet let Komunistické strany Číny, v níž zdůraznil ideologický význam Mao Ce-tunga s tím, že pouze Mao dokázal správně interpretovat a aplikovat marxismus-leninismus na čínskou situaci, a vyslovil chválu a uznání ortodoxnímu marxismu, Josifu Stalinovi, Kominterně a Sovětskému svazu a uznal jejich přínos pro čínskou revoluci a vznik Komunistické strany Číny.
V roce 1954 se podílel na sestavení ústavy Čínské lidové republiky. Byl zvolen poslancem nově zřízeného Všečínského shromáždění lidových zástupců (parlamentu) a stal se i členem jeho stálého výboru (znovuzvolen 1959 a 1964). V dubnu 1954 byl jmenován zástupcem generálního sekretáře ÚV KS Číny (Teng Siao-pchinga) a s Tengem a ostatními zástupci se podílel na řízení stranického aparátu. Na VIII. sjezdu KS Číny v roce 1956 byl zvolen členem ústředního výboru a kandidátem sekretariátu ÚV (vzniklého reorganizací konference zástupců generálního sekretáře ÚV).
Během kulturní revoluce byl pronásledován a v srpnu 1966 musel odejít z veřejných funkcí a úřadů. Rehabilitován byl až roku 1974, roku 1975 ho Teng Siao-pching prosadil jako vedoucího Politického výzkumného úřadu státní rady, roku 1977 se stal prvním prezidentem Čínské akademie společenských věd (do 1982) a později jejím poradcem a čestným prezidentem. Roku 1978 byl opět zvolen poslancem (v únoru) a členem stálého výboru (v březnu) Všečínského shromáždění lidových zástupců (do 1983). V prosinci 1978 byl znovu přijat do ústředního výboru KS Číny. Roku 1979 se stal zástupcem generálního sekretáře ÚV KS Číny (Chu Jao-panga) a po reorganizaci aparátu strany v únoru 1980, v níž (podobně jako roku 1956) byl z úřadu generálního sekretáře a jeho zástupců zřízen sekretariát ÚV se Chu Čchiao-mu ze zástupce generálního sekretáře stal tajemníkem sekretariátu ÚV. Věnoval se problémům ideologie, historie a kultury, vedl výbor pro publikaci spisů Mao Ce-tunga a úřad pro výzkum dějin strany při ústředním výboru KS Číny. Na následujícím, XII. sjezdu v září 1982 povýšil, když byl zvolen členem politbyra (do XIII. sjezdu KS Číny v listopadu 1987). Na XIII. sjezdu odešel z politbyra a ústředního výboru, náhradou byl zvolen členem stálého výboru ústřední poradní komise (do XIV. sjezdu KS Číny v říjnu 1992).
Koncem 70. a v 80. letech se podílel na stanovení linie ideologické a kulturní politiky komunistické strany a nesnadném rozhodování jak hodnotit moderní čínskou historii, aktuálním problémem tehdejších debat bylo zejména hodnocení nedávného období kulturní revoluce. Hrál ústřední roli při přípravě Rezoluce o některých otázkách dějin naší strany z roku 1981, která zhodnotila minulost strany a zejména politickou činnost Mao Ce-tunga. Mimo jiné se také zasloužil o prosazení druhé čínsko-japonské války jako akademického tématu a úspěšně vedl kampaň na celostátní úrovni za otevření Muzea války odporu. Prosazoval pohled na dějiny, který více akceptoval přínos nacionalistů během války.
Zemřel v Pekingu 28. září 1992. V oficiálním nekrologu byl popsán jako „osvědčený a loajální komunistický bojovník, proletářský revolucionář, vynikající marxistický teoretik, politický komentátor a sociolog a vynikající vůdce ideologické, teoretické, kulturní a propagandistické fronty strany“. V souladu s jeho posledním přáním byl jeho popel rozptýlen v okolí Jen-anu.